# Adrenalina (álbum de Edurne)
Adrenalina es el sexto álbum de estudio de la cantante española Edurne, fue lanzado el 16 de junio de 2015 bajo el sello discográfico Sony Music. La cantante representó a España en el Festival de la Canción de Eurovisión 2015, celebrado en Viena (Austria), con el primer sencillo del álbum, «Amanecer», el cual fue lanzado el 1 de marzo de 2015.

## Antecedentes
Edurne comenzó a grabar el disco a finales de 2014 - principios de 2015. En la selección de canciones, escuchó Amanecer, y decidió presentarse a representar a España en el Festival de la Canción de Eurovisión 2015, cosa que finalmente logró. 
En mayo de 2015, anunció que publicaría su sexto disco el 16 de junio de 2015, y que Amanecer  estaría incluido en el disco junto a su versión sinfónica,  y también estaría Soñar, tema principal de La Cenicienta que ella misma grabó. El disco fue producido íntegramente por Chris Gordon.

## Gira Adrenalina
En julio de 2015 Edurne inició su nueva gira que lleva el título del mismo disco que promociona, visitando a lo largo del verano distintas ciudades de la geográfica española. La cantante se mostró muy ilusionada de poder volver a los escenarios con sus fanáticos y poder interpretar sus nuevas canciones en directo.
Fechas
| Europa                   |                       |        |                                 |
| 18 de julio de 2015      | Cox                   | España | Plaza de la Glorieta            |
| 25 de julio de 2015      | Santullán             | España | Plaza Principal                 |
| 26 de julio de 2015      | Naves                 | España | La Campa                        |
| 14 de agosto de 2015     | Málaga                | España | La Malagueta                    |
| 16 de agosto de 2015     | Alcácer               | España | Carrer Colón                    |
| 23 de agosto de 2015     | Requena               | España | Plaza de toros                  |
| 27 de agosto de 2015     | Toro                  | España | Estación de autobuses           |
| 28 de agosto de 2015     | Avilés                | España | Centro Niemeyer                 |
| 6 de septiembre de 2015  | Arganda del Rey       | España | Plaza de la Constitución        |
| 17 de septiembre de 2015 | Talavera de la Reina  | España | Plaza de la Comarca             |
| 29 de septiembre de 2015 | San Miguel de Meruelo | España | La Carra                        |
| 19 de diciembre de 2015  | Madrid                | España | Teatro Monumental de Madrid     |
| 17 de junio de 2016      | Torrejón de Ardoz     | España | Plaza Mayor                     |
| 2 de julio de 2016       | Tarrasa               | España | Parque Dels Catalans            |
| 9 de julio de 2016       | Estepona              | España | Parque ferial                   |
| 19 de agosto de 2016     | Almería               | España | Explanada de las Almadrabillas  |
| 21 de agosto de 2016     | Torrelavega           | España | Boulevard Herrero               |
| 25 de agosto de 2016     | Bilbao                | España | Aste Naguasia                   |
| 2 de septiembre de 2016  | Medina del Campo      | España | Plaza del Ayuntamiento          |
| 10 de septiembre de 2016 | Calatayud             | España | Recinto Ferial                  |
| 16 de septiembre de 2016 | Esplugas de Llobregat | España | Carrer Sant Antoni Maria Claret |

## Lista de canciones
| Adrenalina |                                              |                                                                                                  |          |  |
| N.º        | Título                                       | Escritor(es)                                                                                     | Duración |  |
| 1.         | «Amanecer»                                   | Tony Sánchez-Ohlsson, Peter Boström, Thomas G:son                                                | 3:04     |  |
| 2.         | «Va a ser mejor»                             | Tre Jean-Marie, Rachel Furner, Harrison Kipner, César García Miranda                             | 3:31     |  |
| 3.         | «Basta»                                      | Nathansson Bostroem, Scott Effman, Christina Grimmie, Dustin Bowie, César García Miranda         | 3:23     |  |
| 4.         | «One shot»                                   | Fredik Thomander, Jörgen Eloffson, Melanie Fontana                                               | 3:06     |  |
| 5.         | «Dudar»                                      | Richard James Parkhouse, George Henry Tizzard, Nicole Dash Jones, Kamala Espinosa                | 3:32     |  |
| 6.         | «La última superviviente»                    | Anders Rhedin, Zizzo, Barei                                                                      | 3:22     |  |
| 7.         | «Un día más»                                 | Tony Sánchez-Ohlsson, Johnny Sánchez Andersson, Jovany Barreto, Luigie González, Aurora Pfeiffer | 3:42     |  |
| 8.         | «Freakday»                                   | Christian Vinten, Martin Hoberg, Hedegaard                                                       | 3:24     |  |
| 9.         | «Sígueme»                                    | Jonny Lattimer, Kyan Kuatios, María Victoria Sánchez                                             | 3:25     |  |
| 10.        | «I Believe»                                  | Raph Schillebeecx, Guido Maes, Windy Wagner                                                      | 3:14     |  |
| 11.        | «Amanecer» (Versión Sinfónico-Coral)         | Tony Sánchez-Ohlsson, Peter Boström, Thomas G:son                                                | 3:21     |  |
| 12.        | «Soñar (A Dream Is A Wish Your Heart Makes)» | Mack David, Al Hoffman, Jerry Livingston                                                         | 2:00     |  |

## Listas

### Semanales
| País   | Lista                        | Primera semana      | Posición de ingreso | Mejor posición | Semanas en la mejor posición | Semanas en la lista | Última semana        | Ref.  |
| ------ | ---------------------------- | ------------------- | ------------------- | -------------- | ---------------------------- | ------------------- | -------------------- | ----- |
| España | Top 100 Álbumes (Promusicae) | 29 de junio de 2015 | 6                   | 6              | 1                            | 13                  | 7 de octubre de 2015 | [ 2 ] |